# Death Valley Nemzeti Park
A Death Valley Nemzeti Park (magyarul Halál-völgy Nemzeti Park) a legszárazabb és legforróbb amerikai nemzeti park. Itt található Észak-Amerika legalacsonyabb pontja, a Badwater-medence is, 86 m-rel a tengerszint alatt. Nevét 1849-ben, a kaliforniai aranyláz idején kapta bevándorlóktól, akik eltévedtek és majdnem odavesztek a völgyben. A park területe 13 647,63 km², tájegységei: a Saline Valley, a Panamint Valley nagy része, a Death Valley és több hegylánc egy-egy része.
A Death Valley a Föld egyik legforróbb területe, száraz, sivatagos, az éves csapadékmennyiség a völgyben kevesebb mint 50 mm. A barátságtalan időjárás ellenére sokféle állat és növény otthona a terület. Még őshonos, csak itt élő halfaj is van némelyik vízforrásban. A változatos geológiai múltjának köszönhetően különleges természeti képződményekben is páratlanul gazdag. Többek közt itt van a híres Zabriskie Point, a Racetrack Playa vitorlázó kövei, de találunk a parkban ércek festette sziklákat és holdbéli kanyonokat is. 1933 óta áll védelem alatt, 1994-ben nyilvánították nemzeti parkká.

## Fekvése

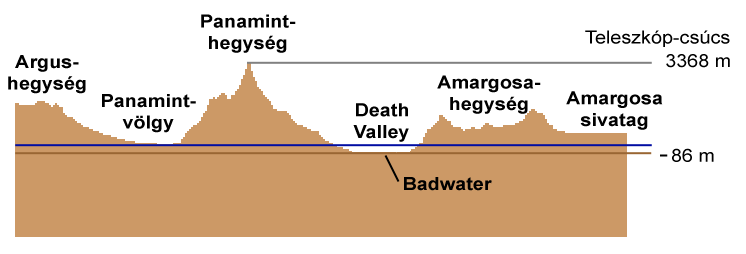
A park keresztmetszete

Kaliforniában, a Sierra Nevada hegységtől délkeletre fekszik, egy kis része átnyúlik Nevada államba. Keleten az Amargosa, nyugaton a Panamint hegylánc fogja közre, északon a Sylvania, délen az Owlshead hegység a határa. Legalacsonyabb pontja Badwater (−86 m), legmagasabb pontja a 3368 m magas Teleszkóp-csúcs (Telescope Peak). A nemzeti parkban két nagy völgy található: a Death Valley és a Panamint Valley.
A híres 51-es körzet és több titkos katonai bázis is található a park közelében.

## Klímája
A Death Valley a Föld egyik legforróbb területe. 1913. július 10-én 56,7 °C-ot mértek, ami azóta is rekord az Egyesült Államokban és ez a Földön mért legmagasabb hőmérséklet. A nappali átlaghőmérséklet júliusban eléri a 47 °C-ot, és nem ritkák az 50 °C fölötti értékek.
Száraz, sivatagos terület, az éves csapadékmennyiség a völgyben kevesebb mint 50 mm, de a hegyoldalakon 380 mm is lehet. Az óceán felől érkező nedves légtömegeket a hegyek felfelé kényszerítik. A vízpára kicsapódik, és hegylánc túloldalára már csak száraz levegő érkezik. A Death Valley-t három nagy hegylánc választja el az óceántól: a Parti-hegység, a Sierra Nevada, végül az Argus és a Panamint hegység, a Mexikói-öböl felől érkező felhőknek a Sziklás-hegység állja útját. Éppen ezért ide csak igen kevés csapadék jut, ráadásul ez a kevés viszont hirtelen, nagy esők formájában hullik. A völgyben nincs növényzet vagy nagyon gyér, a kopár hegyoldalak pedig nem tudják megtartani a hirtelen lezúduló esőt, és ez komoly árvizekhez vezet. 2004 augusztusában egy ilyen áradásban két ember életét vesztette, és a nemzeti parkot teljesen le kellett zárni. Télen északi, nyáron déli az uralkodó szélirány.

## Élővilága

### Növények
A szélsőséges klíma ellenére ezernél is több növényfaj honos a Death Valley Nemzeti Parkban; ezek közül huszonegyet (mint például a sárga panamint százszorszépet vagy a kék virágú halálvölgy zsályát) sehol másutt nem találni. Ez a sokszínűség egyrészt annak köszönhető, hogy a terület egyfajta átmeneti zóna a Mojave-sivatag, a Nagy-medence és a Sonora-sivatag között, másrészt annak, hogy a parkban háromféle élőhely is megtalálható: a sivatagi, az erdei és az alpesi.

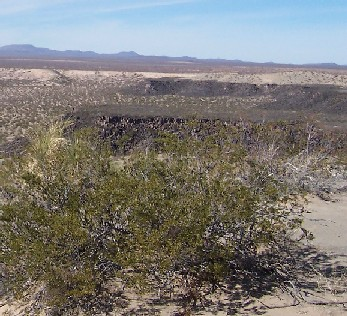
Sonorai kreozot cserje (Larrea tridentata)

A szélsőséges klímában kulcskérdés, hogyan sikerül alkalmazkodni a száraz éghajlathoz. A völgyre jellemző kreozot cserje (Larrea tridentata) és a meszkvitófa (Prosopis laevigata) gyökere 15 m-re is lenyúlik, hogy elérje a talajvizet.
Míg a közeli Mojave-sivatagban sok a kaktusz és a pozsgás, a Death Valley-ben ezek ritkák a szélsőséges meleg, a vízhiány és a sós talaj miatt. A völgyet körülölelő hegyeken, kb. 150 m-es tengerszint feletti magasságtól viszont megtalálható többek közt az ezüst bokorkaktusz (Cylindropuntia echinocarpa) és a hódfarkú fügekaktusz (Opuntia basilaris), 1000 m felett gyakori az engelmann-sünkaktusz (Echinocereus engelmannii). A még magasabb hegycsúcsokon borókafélék (Juniperus) és fenyőfélék, például a nevadai cirbolyafenyő (Pinus flexilis) vagy a simatűjű szálkásfenyő (Pinus longaeva) alkotnak erdőket. A pozsgásokkal szemben a sós környezetet bíró pickleweed (Batis maritima) a tengerszint alatti mocsaras részeken nő.
A Death Valley-ben több fűfajta él, mint kaktuszféle, ami a száraz időjárást tekintve meglepő lehet. Télen, amikor alacsonyabb a hőmérséklet és több a csapadék, a rengeteg fűféle kizöldül, és a völgy egyes részei vadvirágos mezővé változnak.

### Állatok

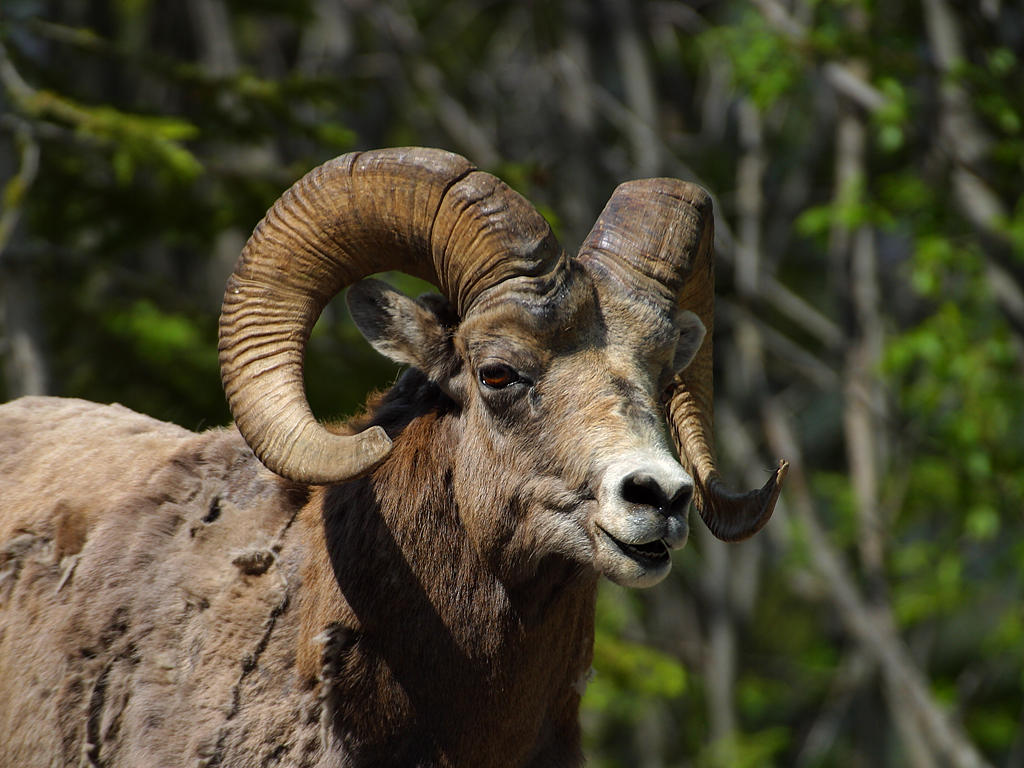
Kanadai vadjuh (Ovis canadensis)

Sokféle hüllő, madár és emlős otthona a völgy, mind jól alkalmazkodtak a sivatagi környezethez. A sokféle és nagy számban is megtalálható rágcsáló mellett él még a völgyben és a hegyekben földikutya, hiúz, puma és kitróka is. A legnagyobb őshonos emlős a kanadai vadjuh, kisebb csordái főleg a hegyoldalakon barangolnak, de néha letévednek a völgy aljára is. Nincs természetes ellenségük, de az amúgy is szűkös táplálékért meg kell küzdeniük a bányászok által itthagyott és túlszaporodott, vadon élő szamarakkal.
Elsőre úgy tűnhet, a nagy számban előforduló hollók az egyetlen madarak a vidéken, de már 1890-ben is 78-féle madarat tartottak számon, ma pedig már ennek ötszörösét.
Viszonylag sok gyík él Death Valley-ben, kígyó annál kevesebb. Még őshonos hal is van a parkban, a Death Valley pupfish (Cyprinodon salinus) ősei évezredekkel ezelőtt úsztak a Colorado folyóból a Manly-tóba (ld. kialakulása). A mai öt különálló populációjuk egyben öt alfaj is. A legzordabb körülményekhez alkalmazkodtak, megélnek a 34-37 °C-os, tengernél hatszor sósabb, oxigénben szegény vízben.

## Története

### Kialakulása
A Death Valley legrégebbi kőzetei a radiometrikus kormeghatározás szerint 1,7-1,8 milliárd évesek. Ezek metamorf vagyis hő és nagy nyomás hatására átkristályosodott kőzetek, az egykori vulkanikus hegylánc maradványai. 1,4 milliárd éve nagyobb mennyiségű gránit nyomult kéregbe, majd ez az gránit intrúzió (ma a Panamint-hegység) kiemelkedett, hogy közel 500 millió évig erodálódjon.
Körülbelül 1,3 milliárd éve sekély tenger borította el a területet és vastag konglomerátum, mészkő, dolomit és sztromatolit rétegek halmozódtak fel. Kb. 800 millió éve a Rodinia szuperkontinens törésvonalai mentén elkezdett széttöredezni, a Death Valley területén egy passzív perem (egymáshoz képest nem mozgó kőzetlemezek találkozása) alakult ki.
Az ezután következő események nem teljesen tisztázottak. Ebből az időszakból egyszerre jelentkeznek trópusi meleg tengerre jellemző üledékes kőzetek és gleccserek által sodort sár és sziklatörmelékek. Több elmélet magyarázza az ellentmondást: (1) a közeli kőzetek eróziójából származó törmeléket a folyók szállították a tengerpartra, ahol alluviális hordalékkúpokat hoztak létre. (2) A Rodinia szuperkontinens szétválásakor, az akkoriban keletkezett Csendes-óceán ömlött be a területre. (3) Leszakadt partijég-darabok szállították magukkal a törmeléket. Sőt az is lehetséges, hogy mindhárom esemény közrejátszott a táj alakulásában.

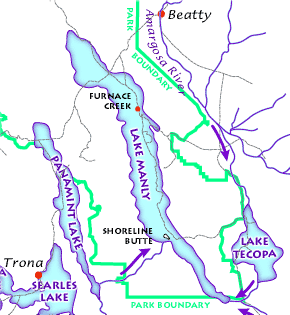
A Manly-tó és a környező vízrendszer kb. 22 ezer évvel ezelőtt

550 millió éve, a korai kambrium időszakban a lankás, homokos tengerpart kb. a mai Las Vegasnál lehetett. Nem voltak a parton magasabb hegyek, a folyók a növényzet hiánya miatt nagy mennyiségű hordalékot a tengerbe szállították. Ebből az időből származnak a legrégebbi fosszíliák is.
A mezozoikumban (225–65 millió évvel ezelőtt) a táj drámaian megváltozott. A csendes-óceáni kéreglemez az amerikai lemez felé nyomódott, szubdukciós zónát hozott létre, aminek következtében a tengerfenék kiemelkedett, hegyek és vulkánok jöttek létre. Az intenzív vulkánkitörések hatására a tengerpart körülbelül 300 km-rel nyugatabbra került, a Death Valley pedig történetében először eltávolodott az óceántól.

65 millió éve, a kainozoikummal egy 30 millió éves nyugodt időszak is következett, a hegyeket csak az időjárás koptatta. A miocén korszakban, kb. 25 millió éve a tektonikus mozgás iránya megváltozott, a partvidéket nem összenyomta, hanem széthúzta. A mozgás a mai napig tart, ez okozza a földrengéseket az USA nyugati partvidékén. A széthúzódás völgyeket hozott létre, ekkor kezdett kialakulni a Death Valley mai formája. A környező hegyeket az időjárás koptatta, a törmelék és a vulkanikus hamu pedig a völgyekben gyűlt össze, de a terület folyamatos süllyedése miatt ezek nem töltődtek fel teljesen. A pleisztocén időszak legutóbbi jégkorszaka alatt a Sierra Nevada gleccsereinek vize feltöltötte a völgyet. Az utolsó ilyen tavat, ami 10 000 éve a területen volt, Manly-tónak nevezik.

### Az őslakosok
Az elmúlt 10 000 évben négy népcsoport is élt a Death Valley-ben. Az első emberek a nevarik (Nevares Spring People) voltak, i. e. 7000 táján érkeztek, amikor még a Manly-tó volt a mai kopár vidék helyén és a sokkal enyhébb időjárás miatt gazdag vadászmezőt jelentett.

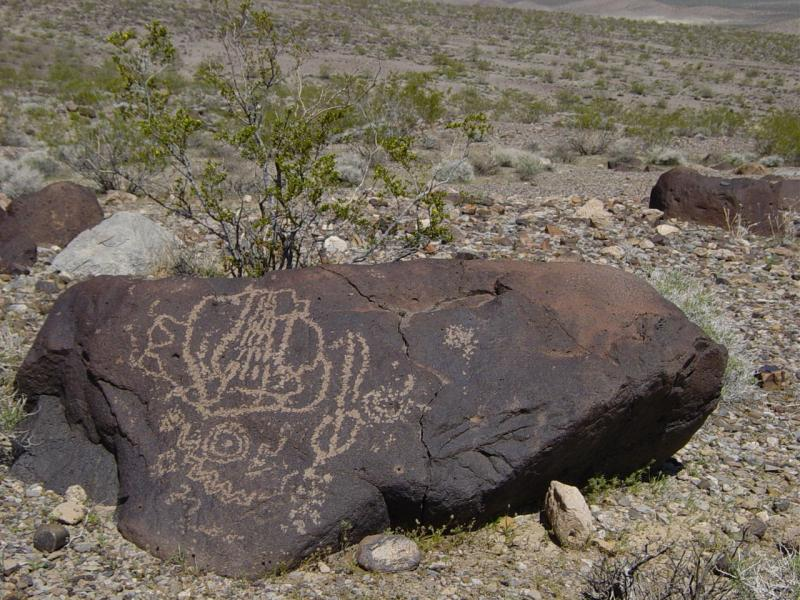
Az őslakosok sziklarajzai

I. e. 3000 körül a hasonló kultúrájú miszkitok (Mesquite Flat People) jöttek a helyükre, majd 1000 év múlva a szaratogák (Saratoga Spring People) váltották őket, akik ügyesebb vadászok és kézművesek voltak és néhány titokzatos sziklarajzot is maguk után hagytak. Ekkoriban már valószínűleg a mai sivatagos terület volt a tó helyén.
I. e. 1000 körül a nomád timbisa törzs (régi nevük: sosón) telepedett le, akik szintén vadászattal és gyűjtögetéssel foglalkoztak. A hőség miatt éves ciklikussággal vándoroltak: télen a völgy alján a vízforrások közelében telepedtek le, majd a nyár közeledtével, ahogy a termések a hegyen egyre magasabban értek be, ők is felköltöztek a hegyek közé.
Néhány család a mai napig Furnace Creek közelében él. Nyelvükön a völgy neve Tümpisa, sziklafestéket jelent, utalva az itt található vörös agyagra. Egy másik – ma már elhagyott – falujuk a Grapevine-kanyonban volt, közel a mai Scotty’s Castle-höz. A falut Maahununak hívták, jelentése nem teljesen ismert, a hunu kanyont jelent.

### Az elveszett 49-esek
Az első fehérek a kaliforniai aranyláz (1848-55) idején érkeztek. 1849 októberében egy 120 szekérből álló karaván letért az útról, hogy levágjanak egy 800 km-es kerülőt. Az első akadályoknál többségük visszafordult, de 20 szekér továbbhaladt. Két hónapig bolyongtak hegyeken és sivatagokon át, mire Death Valley-be értek. A völgyön túl magasodó hegyeken szekérrel nem lehet átjutni, ezért az igavonó ökröket levágták, így élelemhez is jutottak, szekereiket pedig felhasználták tűzifának, hogy a húst megsüthessék.
Gyalogszerrel indultak tovább és végül a Walkers Passon át sikerült kijutniuk. Nem tudták, de útjuk legnehezebb része a Mojave sivatagon még hátra volt. Egyikőjük elmenőfélben még visszanézett és a „Goodbye, Death Valley!” (Viszlát, Halál-völgy!) szavakkal búcsúzott a völgytől. A név azonnal megragadt, annak ellenére, hogy a csapatból csak egy idős ember halt meg, aki már a völgybe érkezéskor is haldoklott.
William Lewis Manly, a csoport egyik tagja, könyv formájában is megjelentette kalandjuk történetét, ami nagyban hozzájárult a terület ismertségéhez. A geológusok róla nevezték el a korábban itt lévő Manly tavat (ld. kialakulása).

### Bányászat

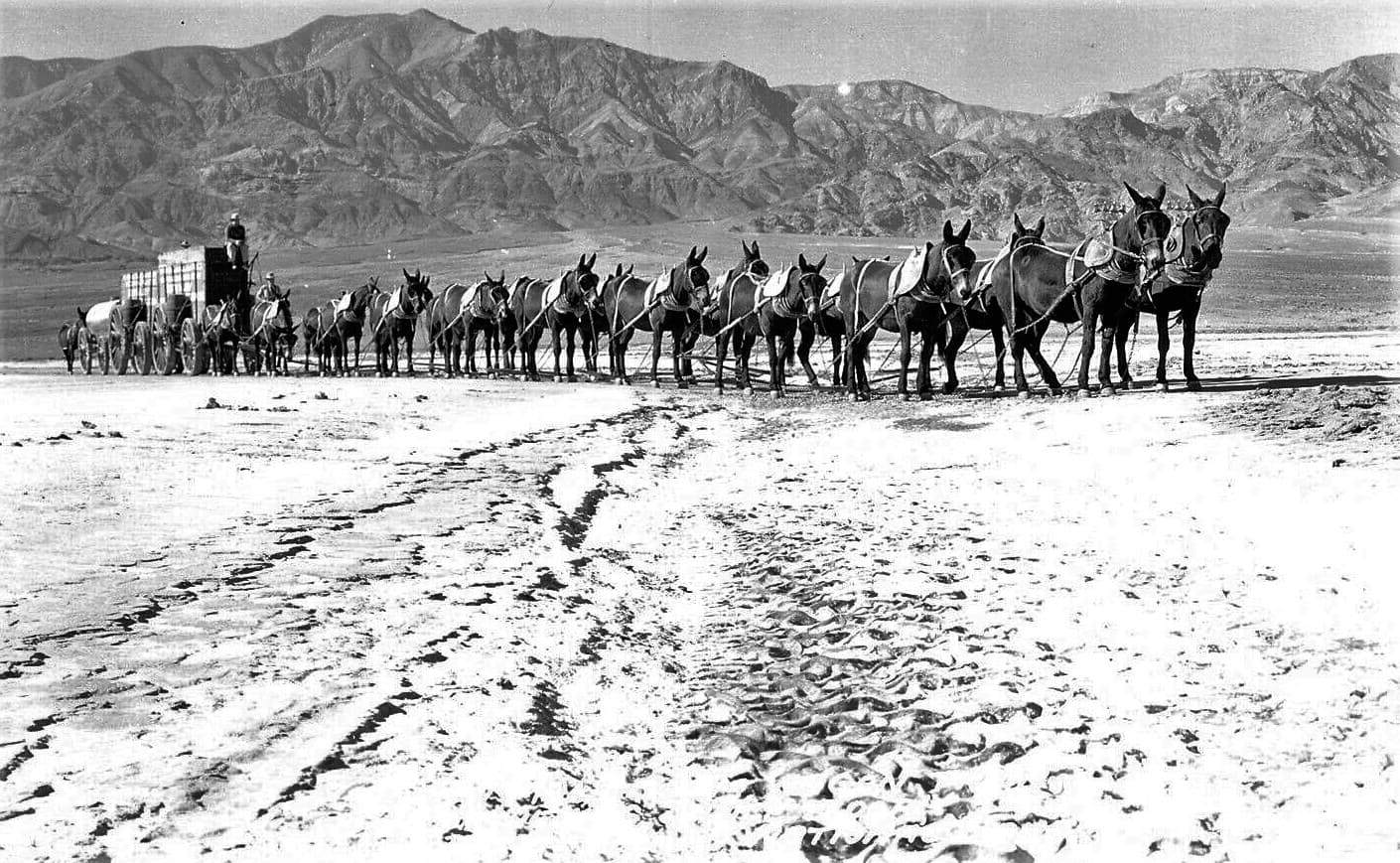
A húszöszvéres csapatok egyike

1883-ban kezdték a szappankészítéshez szükséges bóraxot és zsírkövet bányászni. A kitermelt anyag elszállításának nehéz feladatát a „twenty mule team”-ek, vagyis a „húszöszvéres csapatok” oldották meg. Valójában 18 öszvér és két ló húzta az összesen 9 tonnás szekereket, kb. 3 km/h-s sebességgel, így az út 20 napig tartott a 265 km-re lévő Mojave vasútállomásig. 1883 és 1889 között a húszöszvéres csapatok 9000 tonna bóraxot szállítottak el a völgyből.
1890-ben adták át az első Death Valley-be vezető vasútvonalat, ami megpecsételte a öszvérszekerek sorsát, de mégis ekkor váltak híressé. A Pacific Coast Borax Company bányatársaság a csapatok romantikus történetével kezdte reklámozni a völgyben bányászott bóraxot, amit 1891-től 20 Mule Team Borax néven kezdtek forgalmazni. A reklámfogás bejött, a terméket még ma is lehet kapni.
A 19. század végén más érceket, aranyat, ezüstöt, rezet és ólmot is bányászni kezdtek, de a vasúttól való nagy távolság és a forró klíma nehezítette a kitermelést. 1903 decemberében ezüst keresése közben nagyobb mennyiségű aranyat találtak, ami egy kisebb aranylázat indított el, de kiderült, hogy kevés arany van a földben, ezért csak néhány bánya tudott nyereséges lenni. 1915 körül a völgyben időlegesen befejeződött a bányászat.
Ahogy a bányagépek egyre modernebbé váltak, az ércekben kevésbé dús területeket is érdemes lett kiaknázni. A bányászat nagyipari méreteket öltött, hatalmas gépekkel végeztek külszíni fejtéseket, aminek az 1976-os nemzeti parkokról szóló kongresszusi határozat vetett véget. Ez megtiltotta a külszíni fejtést, az új bányaengedélyek kiadását és a régieket is felülvizsgálták. 1980-ban újabb szigorítás lépett életbe, ami a bányák fokozatos bezárásához vezetett. Ma már csak egy földalatti nátrium-tetraborát-bánya működik, Dante’s Peak közelében.

### Védettség és az utóbbi évtizedek
1933. február 11-én Hoover elnök védett nemzeti műemlékké (National Monument) nyilvánította a Death Valley-t és környékét. Franklin D. Roosevelt elnök gazdasági válságból kiutat mutató, New Deal programja keretében utakat, vízvezetékeket, telefonvonalat és az indiánoknak egy kis falut építettek.
A nemzeti műemlékké nyilvánítás miatt kis időre leállították az építkezéseket és a bányászatot, de hamar megállapodás született ezek újraindításáról. A nagyipari méretűvé fejlődött bányászat ellen egyre többen tiltakoztak, ami végül az 1976-os nemzeti parkokról szóló kongresszusi határozat megszületéséhez vezetett, amit 1980-ban tovább szigorítottak.
A nemzeti műemléket 1994. október 31-én nemzeti parkká nyilvánították és egyúttal kibővítették, így a Death Valley Nemzeti Parknak a völgy már csak egy részét alkotja.

## Fontosabb látnivalók
A Death Valley Nemzeti Park páratlanul gazdag különleges természeti képződményekben. A látnivalók nagy része aszfaltúton érhető el, de összesen több mint 500 km hosszú, terepjáróval járható földútja is van, amin a legeldugottabb részek is megközelíthetők. Az autóutak mellett ezernél is több gyalogösvény van a völgyben és környékén, de nyáron a szélsőséges melegben a gyalogtúra nem javasolt. A parkban az itt felsoroltak mellett még sok más látnivaló is van (Amargosa Chaos, Hell’s Gate, Mosaic Canyon, Mushroom Rock stb.), de itt csak a fontosabbakat, érdekesebbeket említjük.

### Artist’s Drive

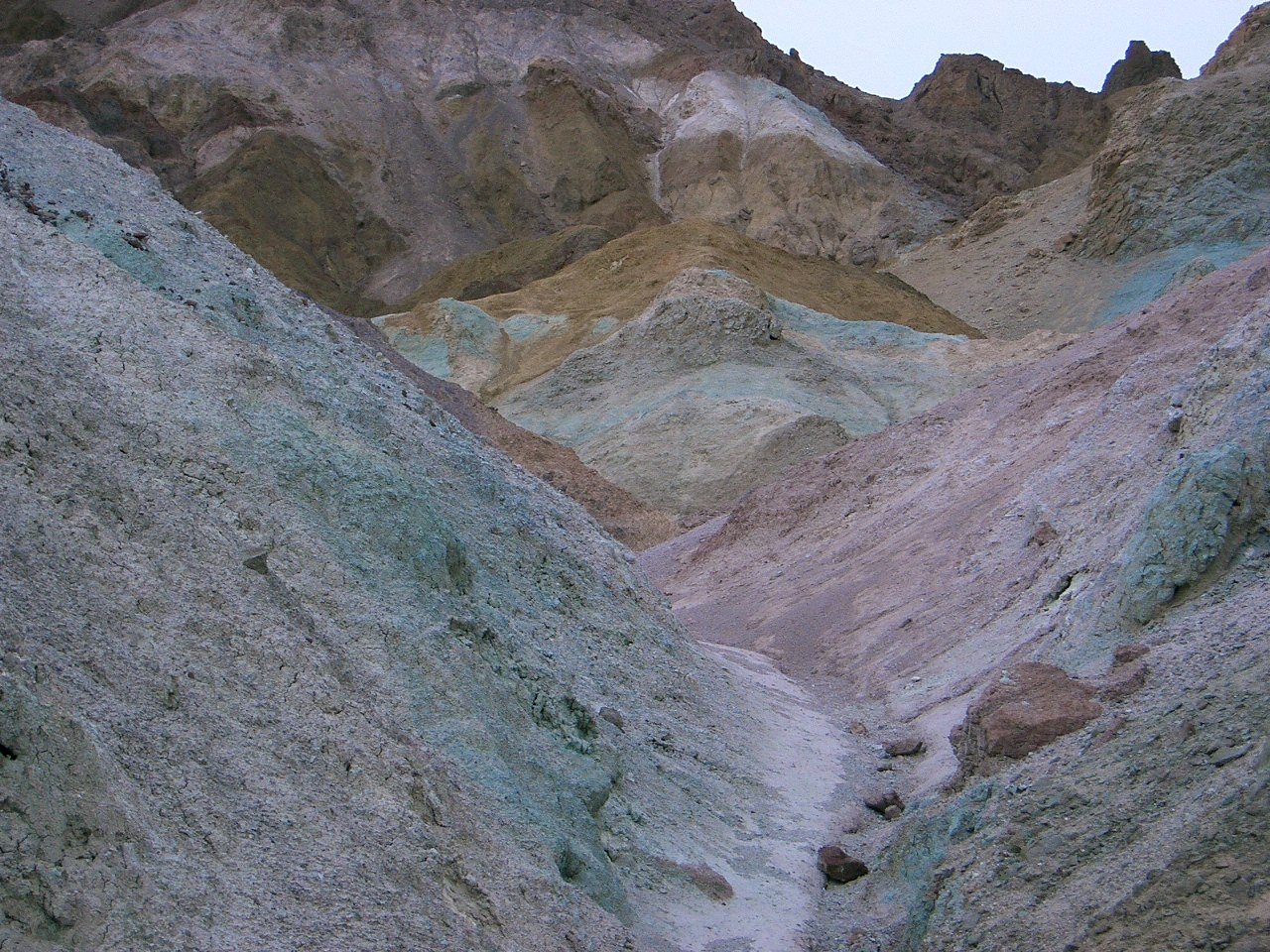
A Művész Palettája

Az Artist’s Drive vagy Artist’s Palette (a Művész Palettája) különböző ásványok és ércek által színesre festett vulkanikus hamu. A kék, piros, zöld, sárga hamurétegek a sziklába vannak beágyazódva és úgy néznek ki, mintha egy hatalmas festőpalettára keverték volna ki a színeket.

### Badwater
Badwater-medence (magyarul Rosszvíz) az USA legmélyebben fekvő pontja, 86 m-rel van a tenger szintje alatt. A tóban források törnek fel, ezért itt mindig van víz. Télen több, nyáron kevesebb, mert hamar elpárolog. A tó vize háromszor sósabb a tengernél (innen a hely neve). Ennek ellenére több állat és növény él itt, köztük a sehol máshol elő nem forduló, mikroszkopikus méretű Badwater csiga. A legmélyebb pont tulajdonképpen nem itt van, hanem néhány kilométerrel nyugatabbra. A táblát a forráshoz tették, mert a pontos hely a vízmosások miatt folyton változik, és a különbség amúgyis nagyon kicsi. A tó mellől indul évente a világ egyik legextrémebb és legnehezebb versenye, a Badwater maraton. A futóknak 217 km-t kell megtenniük a Mount Whitney hegy lábáig. Útközben három hegyvonulaton kelnek át, összesen 4000 m szintemelkedéssel.

### Dante’s Peak

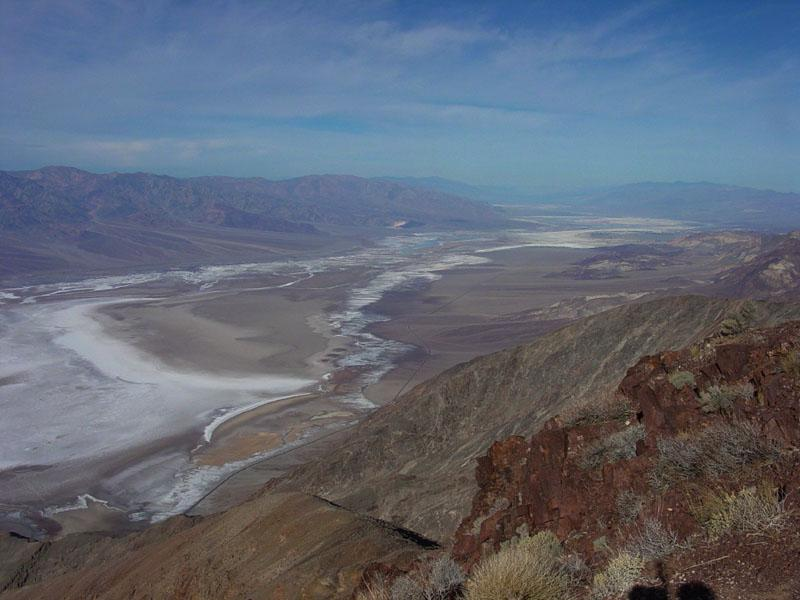
Dante’s View

Dante’s Peak vagy Dante’s View (Dante-csúcs vagy -kilátó) a Badwater fölé magasodó 1700 m-es hegy csúcsa. Fantasztikus kilátás nyílik az egész völgyre, a nagyon száraz levegő miatt 50-100 kilométerre is ellátni. Itt általában 10-15 °C-kal hidegebb van, mint a völgy alján, ami a nyári melegben különösen vonzóvá teszi. A Pacific Coast Borax bányavállalat nevezte el a helyet, Dante Alighieri Isteni színjátéka után, mert olyan a kilátás, mintha a mennyből néznénk a purgatóriumot.

### Devil’s Cornfield
A Devil’s Cornfield (az ördög kukoricása) egy különleges örökzöld növényből álló mező. A növényt angolul arrow weednek (lat: Pluchea sericea) nevezik, de a névhasonlóság ellenére nem egyezik meg a magyarul nyílfűnek nevezett növénnyel. Az arrow weed kb. 1,5–2 méter magas, egymástól 2–3 méterre lévő bokorszerű csomókban nő. Érdekessége, hogy a sós földben gyökerező növények kicsit kiemelkednek a földből, mintha egy kis só- vagy földoszlopon állnának. Nevét onnan kapta, hogy az őslakosok nyílvesszőt készítenek belőle.

### Devil’s Golf Course

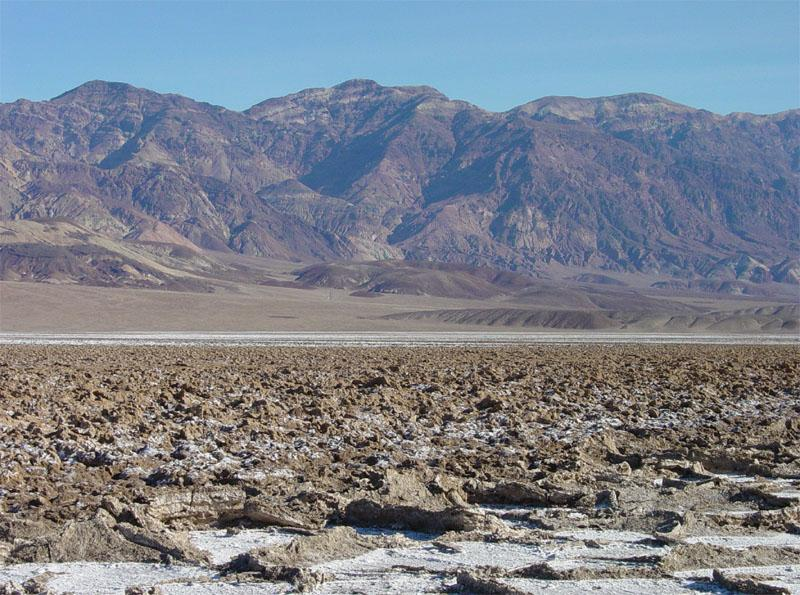
Az Ördög Golfpályája

A Devil’s Golf Course (az ördög golfpályája) a Death Valley talán legérdekesebb képződménye. Sziklakeménységű sókristályokból álló, csipkésen töredezett felszínű mező, milliónyi egymásba kapcsolódó, szabálytalan, 10–50 cm átmérőjű mélyedéssel. A sok egymásba érő lyuk miatt néhol inkább göröngyös talajnak tűnik. Közelről nézve láthatóvá válnak a mélyedésekben megbúvó apró sókristály barlangok, amikből a mező felépül. Nevét onnan kapta, hogy ezen a talajon csak az ördög tud golfozni.

### Golden Canyon
A Golden Canyon (Aranykanyon) kedvelt kirándulóhely, gyalog egy-két óra alatt végigjárható. Délutánonként a kanyonba besüt a lemenő nap és a sziklafalak ilyenkor vörös és arany színben úsznak. Itt forgatták a Csillagok háborújának egyik jelenetét, amiben a jawák elfogják R2-D2-t.

### Homokdűnék

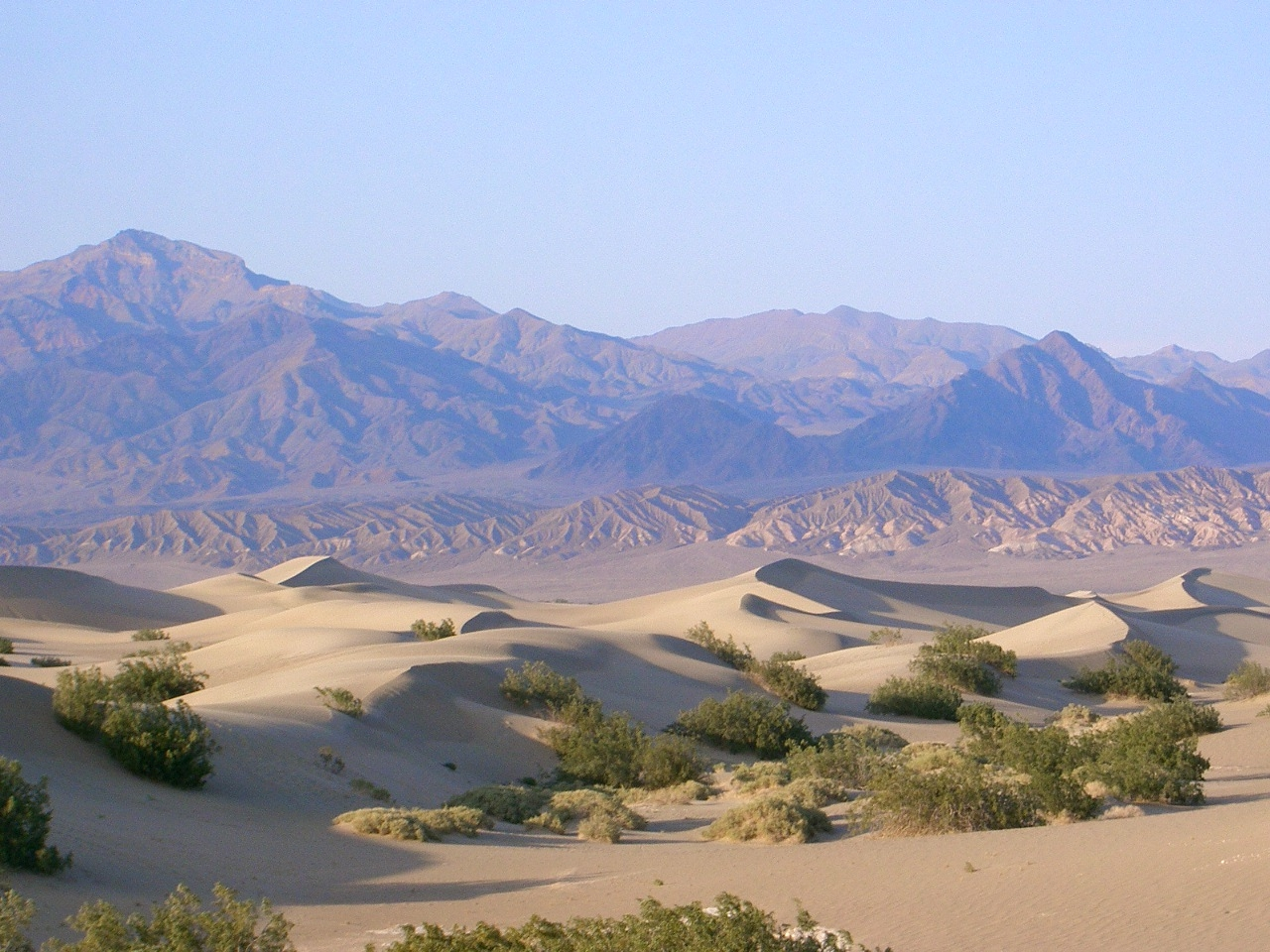
Mesquite Flat Dunes homokdűnéi

Homokdűnék a völgy csak egy részén vannak, bár a sivatagi éghajlat miatt sokan gondolják, hogy az egész völgy ilyen. A legmagasabb dűnék kb. 30 méter magasak, de a nagyok mellett sok kisebb is van. Napkeltekor vagy napnyugtakor a legszebbek, amikor az árnyékok kihangsúlyozzák a formákat és a távolban lévő kopár hegyek lélegzetelállító hátteret adnak a homokdűnéknek. A nemzeti park északi részén még két kisebb kiterjedésű dűnecsoport, az Eureka Dunes található. Ezek magasabbak, akár 200 méteresek is lehetnek, de nehezebben is megközelíthetőek, ide csak földút vezet.

### Racetrack Playa

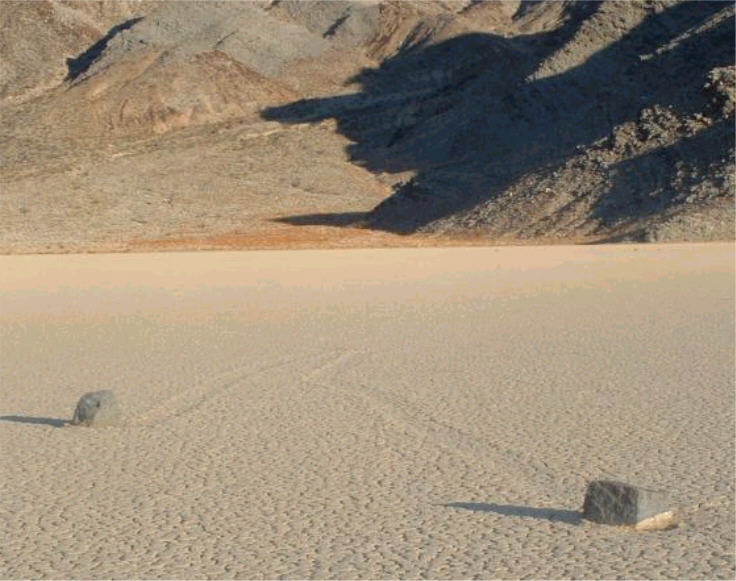
A Racetrack Playa sziklái

A Racetrack Playa (Versenypálya-síkság) egy időszakos tó medre a Panamint-hegység északi részén, a rejtélyesen mozgó köveiről híres. A terület teljesen sík és vízszintes, a 4,5 km-re lévő két vége között csak 4 cm(!) a magasságkülönbség. Az év nagy részén száraz, néhány cm-es darabokra töredezett agyagréteg borítja, növényzete nincs. A ritka, nagy esőzésekkor a közeli hegyoldalakról leömlő víz rövid ideig megmaradó, sekély tavat alakít ki. Itt találhatóak az akár több mázsás súlyt is elérő vándorló vagy vitorlázó kövek, amelyek több száz méteres csíkokat húzva maguk után változtatják helyüket a síkságon, mozgás közben azonban még senki nem látta őket. 1948-ban kezdték komolyan kutatni a köveket, illetve mozgásukat. Az akkori elmélet szerint az erős szél és a puha, sáros talaj elegendő a kövek mozgásban tartásához, de ezt az elképzelést megcáfolták. Az 1970-es években a jég szerepét vetették fel a jelenség hátterében, bizonyítani azonban nem sikerült az elméletet. A 2000-es évek elején Ralph Lorenz, a Johns Hopkins Egyetem bolygókutatója kezdett foglalkozni a problémával, s egy kísérlettel igazolta, hogy a jégbe fagyott kövek olvadáskor könnyen, kisebb szél hatására is elmozdulnak a homokon addigi helyükről, így hagyva maguk után a nyomot.

### Scotty’s Castle
A Scotty’s Castle (Scotty vára) a völgy északi részén, a Grapevine-kanyonban fekvő spanyol villa. Scotty, azaz Walter Scott aranybányász és szélhámos, több üzletembert is megkörnyékezett, hogy fektessenek be nem létező bányájába. Albert Johnson chicagói milliomos belement az üzletbe, de miután nem jött a várt nyereség, személyesen ment a völgybe. Az asztmás Johnson állapota a völgy száraz, meleg klímájában meglepően gyorsan javulni kezdett, és felesége rábeszélte, hogy építsenek ott egy luxusvillát. Az 1922-ben kezdődött építkezés kétmillió dollárt emésztett fel. Közben Scotty elterjesztette a pletykát, hogy a házat a bányászott aranyból építette, és ezt bölcsen Johnson is megerősítette. Az épület pompája és a hozzá tartozó történet sok ezer embert vonzott, a magánvillából prosperáló vendégház lett. Johnson a luxusvillát a Gospel Foundationre hagyta, amitől a nemzeti park 1970-ben 850 000 dollárért vásárolta meg.

### Ubehebe-kráter

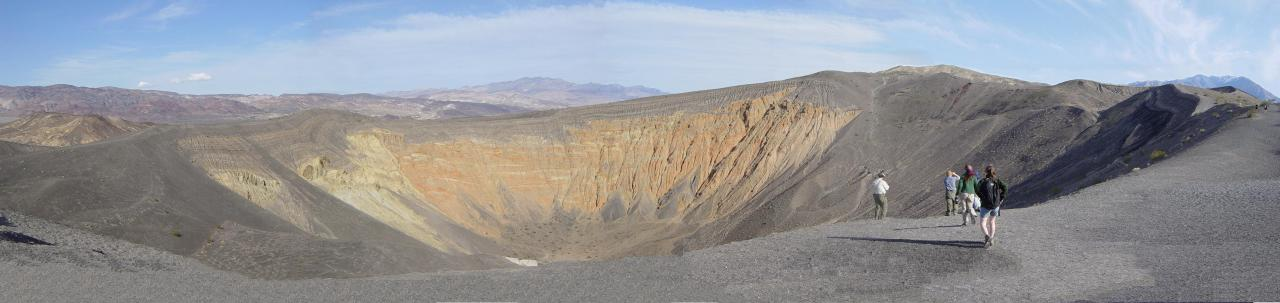
Az Ubehebe kráter

Az Ubehebe-kráter (jelentése: „Nagy kosár a sziklában”) a vulkanikus tevékenység bizonyítéka. 3-5000 évvel ezelőtt keletkezett, amikor még a Manly-tó vize borította a tájat. Amikor egy víz alatti kitöréskor a láva a vízzel érintkezett, hirtelen nagy mennyiségű gőz fejlődött, ami robbanást idézett elő és ennek eredményeként alakult ki a 200 m mély kráter. A hely ma már teljesen inaktív, biztonsággal látogatható. Az Ubehebétől nem messze nyugatra egy másik, kisebb kráter van, a Little Hebe (Kis Hebe).

### 20 Mule Team Canyon
A 20 Mule Team Canyont a neve ellenére a híres szállítócsapat sosem használta, tiszteletükre nevezték el így a kanyont. Szűk, kanyargós földút vezet keresztül az 5 km hosszú szurdokon. A táj holdbéli, szinte egyáltalán nincs növényzet. Még ma is megtalálhatók a hajdan fúrt vájatok, amikben a bányászok bóraxot kerestek. Omlásveszély miatt tilos bemenni, de egy zseblámpával bevilágítva benézhetünk a lyukakba.

### Zabriskie Point

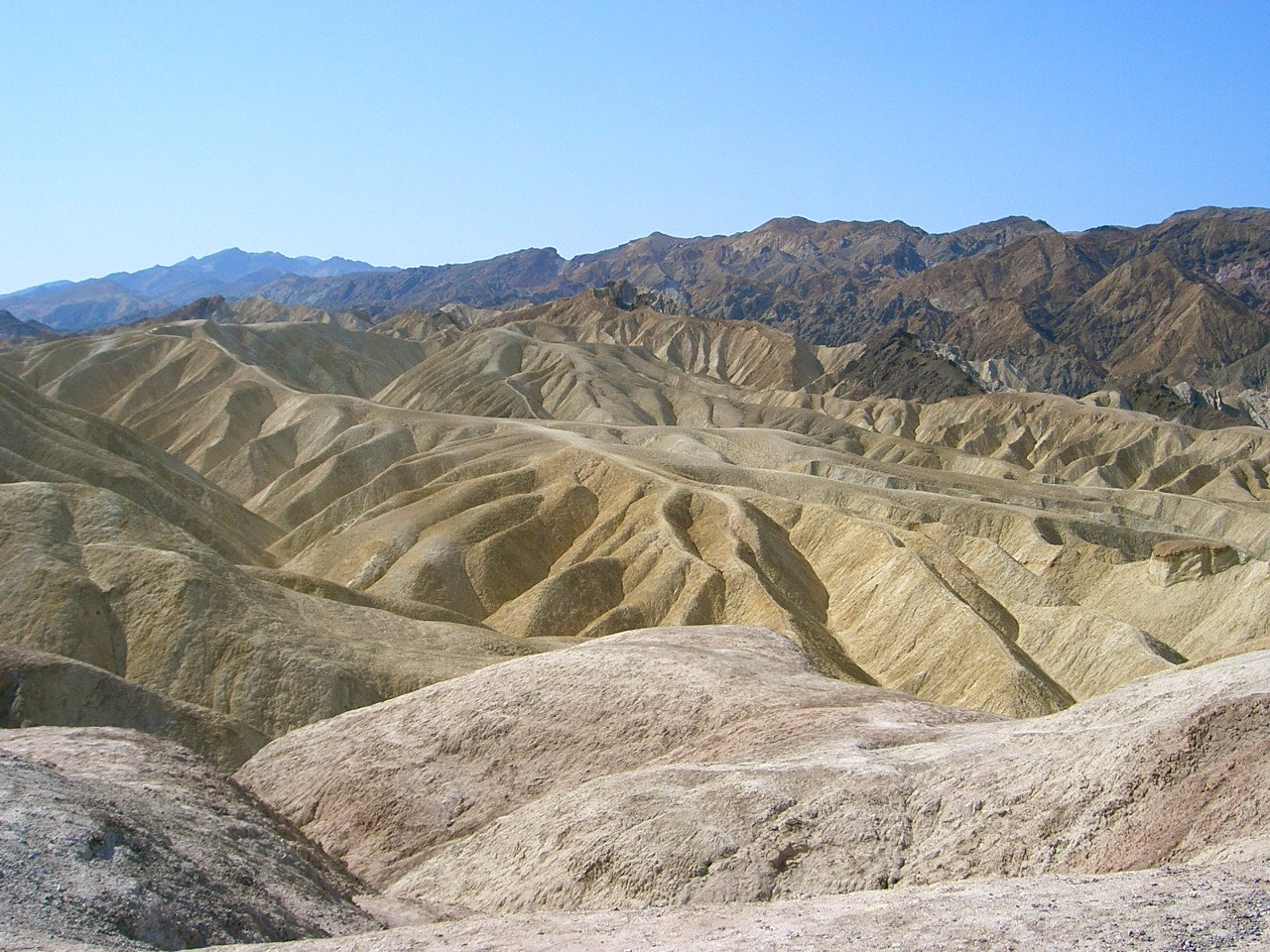
Zabriskie Point

A Zabriskie Pointot Christian Brevoort Zabriskie-ről, a Pacific Coast Borax bányatársaság igazgatójáról nevezték el. A furcsa alakú sziklát az eső formálta bordázottra. A szikla anyaga aleurolit (iszapkő), ami szárazon nagyon kemény, ezért a növények nem tudnak gyökeret ereszteni rajta, ha azonban víz éri, felpuhul. A Death Valley-ben ritkán esik, de akkor hirtelen, nagy mennyiségben. Mivel az iszapkövön nincs növény, nincs ami megtartaná a vizet, így az eső rögtön le is folyik a szikla oldalán kis csatornákat vágva a felpuhult kőzetbe. Évezredek alatt a kis csatornák kimélyültek, amíg el nem érték a mai bordázott formát. Ez a hely is napkeltekor és napnyugtakor a legszebb, amikor a szikla alakját kihangsúlyozzák a sötét árnyékok. Zabriskie Point (1970) címmel forgatta Michelangelo Antonioni híressé vált filmjét a hippi életről és a 60-as évek amerikai ellenkultúrájáról.